# Louis Benoît Fouques-Duparc
Pour les articles homonymes, voir Fouques Duparc.
Louis Benoît Fouques Duparc est un ingénieur des ponts et chaussées français né à Versailles le 15 mai 1772, et mort à Paris le 23 mars 1838 .

## Biographie
Louis Benoît Fouques Duparc est le fils de François Fouques Duparc, écuyer, valet de chambre du roi, et de Philippine Charlotte Fortin. Il a été le filleul du roi Louis XV et de madame du Barry.
Il est entré en 1794 à l'école centrale des travaux publics qui allait prendre le nom d'École polytechnique en 1795. Classé au rang des meilleurs élèves de l'école, il a intégré le corps des ingénieurs des ponts et chaussées et a suivi les cours de l'École des ponts et chaussée en 1797. Il est nommé ingénieur en 1798. 
Il fait ensuite deux missions, aux ports de Dunkerque et de Toulon, en 1799 et 1800. Il est nommé ingénieur ordinaire des ponts et chaussées en 1801 et affecté au service du port de Tarente, dans le royaume de Naples. Il revient à Toulon en 1802.
En 1803, il passe dans le service de la marine du port de Cherbourg où il a fait le reste de sa carrière. En 1805, il est nommé chef de service des travaux de construction de la digue sous la direction de Joseph Cachin. Il obtient le grade d'ingénieur en chef le 1er mai 1812.
Il succède à Joseph Cachin dans la direction des travaux de Cherbourg en 1823. Il reçoit le titre d'ingénieur en chef directeur en 1829 et le grade d'inspecteur divisionnaire le 19 décembre 1835.
C'est sur sa proposition qu'a été construit un mur de maçonnerie pour couronner la digue qui est défendue en pied par de gros enrochements. L'adoption de ce système a permis d'achever la digue que Joseph Cachin n'avait pas réussi à maintenir stable au-dessus des hautes mers. Sous sa direction, le mur de couronnement de la branche est de la digue a été élevé jusqu'au niveau des hautes mers sur une longueur de 1 050 m et fondé sur 180 m.
Il a terminé le creusement du bassin Charles X commencé par Joseph Cachin.

## Famille
- François Fouques Duparc marié à Philippine Charlotte Fortin : 
  - Louis Benoît Fouques Duparc marié en 1806 avec Catherine Louise Charlotte Le Tellier, fille de Louis Gaspard Le Tellier, premier valet de chambre du roi tué le 10 août 1792 et petite-fille de l'architecte Louis Le Tellier
    - Louis Charles Fouques Duparc (1807-1879), élève ingénieur en 1828, ingénieur ordinaire en 1833, ingénieur en chef en 1848, inspecteur en 1867, retraité en 1872[2], marié en 1840 avec Amélie de Guaita (1822-1895) :
      - Marie Robert Arthur Fouques Duparc (1842-1915) marié en 1867 avec Léonie Louvaucour (1844-1916) :
        - Xavier Fouques Duparc (1874-1964), marié en 1904 avec Clémentine Alcock (1881-1959), petite fille de Joseph Alcock :
          - Emmanuel Fouques Duparc (1905-1996), marié en 1932 avec Madeleine Briet de Rainvillers (1910-2008)

        - Marie Henri Robert Fouques Duparc (1877-1912), marié en 1902 avec Françoise Marie Émilie Bethenod (1884- ) :
          - Henri Marie Arthur Fouques Duparc (1903-1976), homme politique, maire d'Oran (1848-1962) ;

      - Marie Eugène Henri Fouques Duparc (1848-1933)[3], compositeur de musique connu sous le nom d'Henri Duparc, marié avec Ellie Mac Swiney (1845-1934) :
        - Marie Henri Charles Fouques Duparc (1872-1940) marié en 1909 avec Marie Henriette Suzanne Pasquier de Franclieu (1885-1960).

    - Louise Caroline Fouques Duparc (1809-1876), mariée à Alphonse Baude ;
    - Eugène Augustin Fouques Duparc (1811-1886), receveur des finances, marié en 1847 en premières noces avec Luglienne Grévin (†1859) :*
      - Roger Fouques Duparc (1847-1921) marié en 1881 avec Marie Sauvage (†1930) :
        - Pierre Joseph Eugène Fouques Duparc (1891-19962)[4], militaire ;

      - Charles Fernand Fouques Duparc (1853-1941)[5], militaire.

marié en 1859 en secondes noces avec Fortunée de Lagau :
- -     -       - Charles Augustin Albert Fouques Duparc (1863-1932)[6], diplomate, marié en premières noces avec Marie-Louise Rivière (1871-1897) :
        - Marie Pierre Jacques Fouques-Duparc[7] (1897-1966), diplomate

    - Ferdinand Fouques Duparc (1814-1890) :
    - Adèlaïde Fouques Duparc (1816-1897) marié en 1842 avec Pierre Joseph Eugène Labastie (1807-1888)[8].

  - Gabrielle Fouques Duparc (1777-1854), mariée en 1795 avec Jean Antoine Destremau (1765-1829)[9], notaire, fils d'Antoine Destremau (1730-1784), maître chirurgien et membre de l'académie royale de chirurgie, accoucheur de la comtesse d'Artois, marié en premières noces à Marie Geneviève Lherminier (†1772)[10] :
    - Auguste Antoine Hippolyte Destremau (1807-1879), notaire à Provins, marié en 1832 avec Laure Bourquelot (1815-1885)
      - Arthur Destremau (1833-1885)[11] marié en 1865 avec Marie Dromard (1841-1929) :
        - Félix Alexis Destremau (1868-1945)
          - Bernard Destremau (1917-2002), homme politique ;

        - Maxime François Émile Destremau[12] (1875-1915) marié à Françoise Marie Thérèse Faivre d'Arcier :
          - Pierre Marie Félix Destremau (1906-1971)[13].

## Distinction
- Officier de la Légion d'honneur, le 30 octobre 1828[14].